# Carlo Buonaparte
Carlo Buonaparte (franska Charles Marie Bonaparte), född 29 mars 1746 i Ajaccio, död 24 februari 1785 i Montpellier, är känd som far till kejsaren Napoleon I av Frankrike.
Carlo Buonaparte gifte sig den 3 juni 1764 i katedralen i Ajaccio med den vackra, ännu ej fjorton år fyllda Laetitia Ramolino.
Han studerade juridik i Rom och vid universitetet i Pisa. Han deltog först på frihetshjälten Paolios sida i Korsikas uppror mot republiken Genua, men efter nederlaget vid Ponte Nuovo anslöt han sig till fransmännen 1769 och blev sedan en av stöttepelarna för det franska partiet på Korsika. År 1778 blev han deputerad för den korsikanska adeln i Versailles och 1781 medlem av Korsikas adelsråd.
Barn:
1. barn, född och död 1765
2. barn, född och död 1767
3. Joseph Bonaparte, född 1768, död 1844. Kung av Neapel 1806-1808, kung av Spanien 1808-1813.
4. Napoleon I, född 1769, död 1821. Kejsare av Frankrike 1804-1814, 1815.
5. barn, född och död 1771
6. barn, född och död 1773
7. Lucien Bonaparte, född 1775, död 1840
8. barn, född och död 1776
9. Elisa Bonaparte, född 1777, död 1820
10. Louis Bonaparte, född 1778, död 1846. Kung av Holland 1806-1810.
11. Pauline Bonaparte, född 1780, död 1825.
12. Caroline Bonaparte, född 1782, död 1839.
13. Jérôme Bonaparte, född 1784, död 1860. Kung av Westfalen 1807-1813.